# Francisco da Costa y Silva
Francisco da Costa y Silva fou un compositor de música religiosa portuguès, del segle xviii, mestre de capella de la catedral de Lisboa; gaudí de gran fama com a compositor i deixà nombroses composicions de caràcter religiós.